# Phialanthus peduncularis
Phialanthus peduncularis är en måreväxtart som beskrevs av Attila L. Borhidi. Phialanthus peduncularis ingår i släktet Phialanthus och familjen måreväxter. Inga underarter finns listade i Catalogue of Life.